# ジャコモ・バロッツィ・ダ・ヴィニョーラ

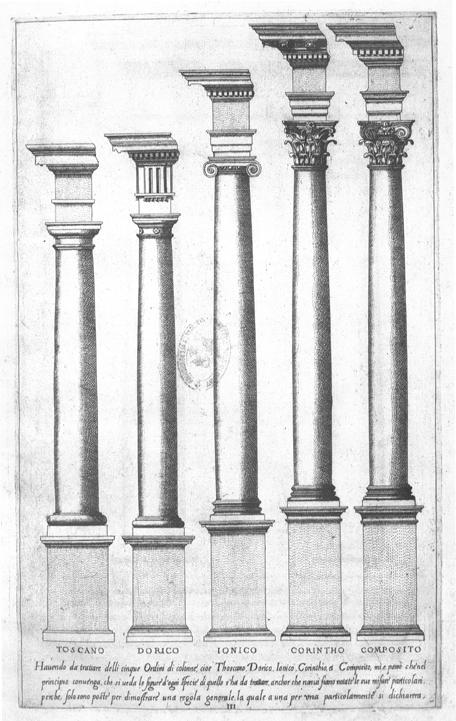
ヴィニョーラの『建築の5つのオーダー』に掲載されていた5種類のオーダーの版画

ジャコモ・バロッツィ・ダ・ヴィニョーラ（Giacomo Barozzi da Vignola, 1507年10月1日 - 1573年7月7日）は、16世紀マニエリスムを代表するイタリアの建築家の1人。通称はヴィニョーラ。
最高傑作としては、カプラローラのパラッツォ・ファルネーゼとローマにあるイエズス会の教会であるジェズ教会がある。イタリア・ルネサンス様式を西ヨーロッパに広めた3人の建築家の1人とされている（他はセバスティアーノ・セルリオとアンドレーア・パッラーディオ）。

## 生涯
モデナ近郊のヴィニョーラ（エミリア＝ロマーニャ州）で生まれた。
1520年頃に移住したボローニャで建築家になり、その傍らで絵を描いたり、象嵌細工のパターンを描いたりしていた。1536年に初めてローマを訪れ、ウィトルウィウスの著書にイラストをつけて出版するという構想の下、様々な古代ローマの神殿の図面を描いた。その後、フランス王フランソワ1世にフォンテーヌブローに招かれ、そこで1541年から1543年まで過ごした。おそらくそこで同じボローニャ地方出身の建築家セルリオと画家フランチェスコ・プリマティッチオに出会ったと思われる。
イタリアに戻ると、ボローニャでパラッツォ・ボッチを設計。1550年にローマへ移住して教皇ユリウス3世のために働きヴィラ・ジュリアなどの建設を手掛けたが、1555年に教皇が亡くなるとアレッサンドロ・ファルネーゼ枢機卿・パルマ公オッターヴィオ・ファルネーゼ兄弟らファルネーゼ家に抱えられ、パルマやピアチェンツァでパルマ公宮殿（または庭園宮殿）、パラッツォ・ファルネーゼを設計、カプラローラで別のパラッツォ・ファルネーゼも建設、ローマでイエズス会のジェズ教会を設計した（死後ジェズ教会設計はジャコモ・デッラ・ポルタに引き継がれる）。共に働いたミケランジェロはヴィニョーラに大きな影響を与えている。
1564年にミケランジェロが亡くなると、彼が設計して建築中だったサン・ピエトロ大聖堂の工事を引き継ぎ、ミケランジェロの設計に基づいて2つの小さいドームなどを建設した。
1573年死去。1973年、遺骨がパンテオンに移された。
妻や子については分かっていないが、その子孫はBarozziを短縮したRozziという姓でアメリカに住んでいる。

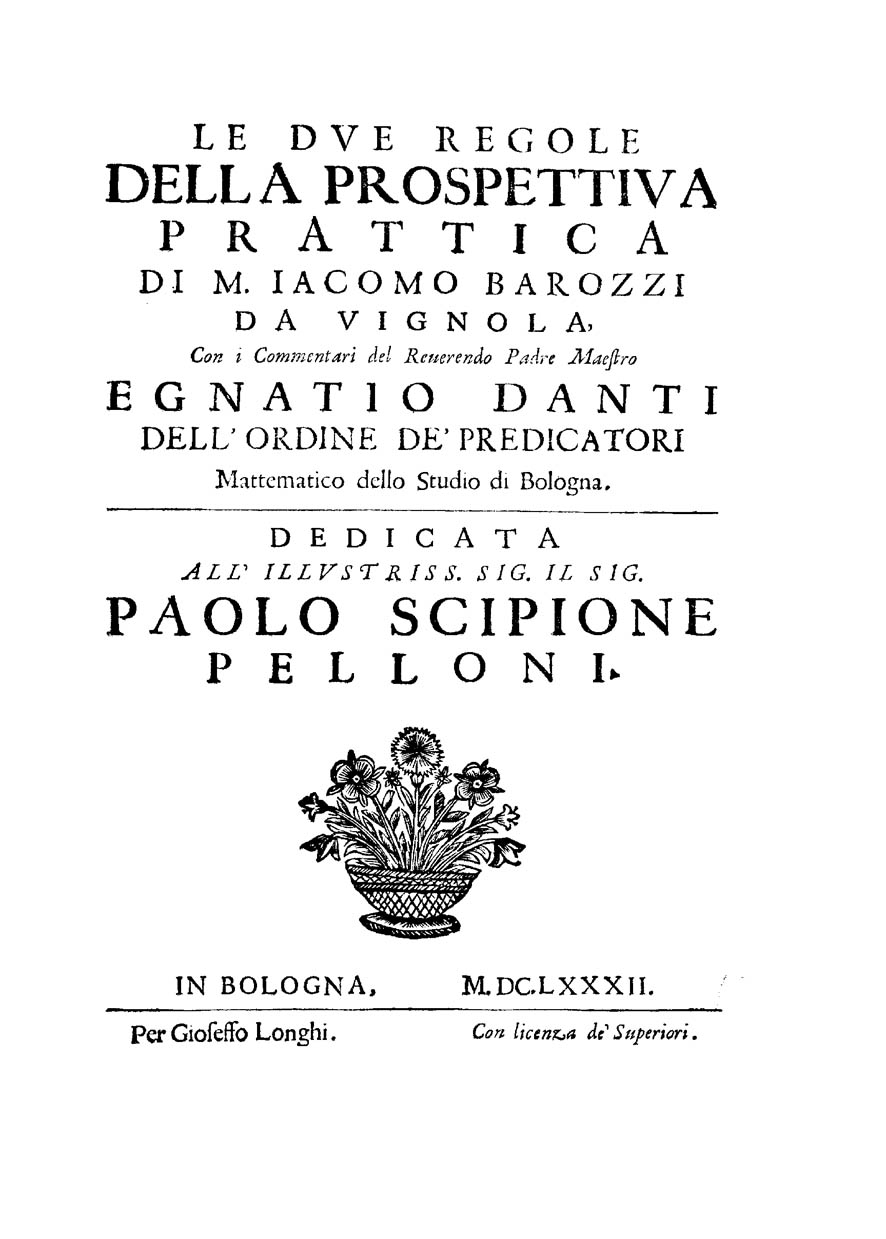
Le due regole della prospettiva prattica, 1682

## 作品
ヴィニョーラの作品としては、次のものがある。
- ヴィラ・ジュリア（ローマ、1550年 - 1553年） - ユリウス3世のヴィラ。ミケランジェロや教皇の指導の下、設計にはアンマナーティも加わり、庭園の設計はヴァザーリが担当した。
- パラッツォ・ファルネーゼ（カプラローラ、1559年 - 1573年）
- Villa Lante（ヴィテルボ近郊、1566年 -） - 庭園や噴水も含む。
- ジェズ教会（ローマ） - イエズス会の教会。17世紀のバロック様式の教会のファサードに影響を与えた。
- Basilica of Santa Maria degli Angeli（アッシジ） - ガレアッツォ・アレッシと共同
- Church of Sant'Andrea in Via Flaminia（ローマ） - 世界初の楕円形ドームを持つ教会。バロック建築の特徴となっていった。

他の多くの建築家と同様、ヴィニョーラはサン・ペトロニオ聖堂のファサードの設計に応募している。他にバルダッサーレ・ペルッツィ、ジュリオ・ロマーノ、アンドレーア・パッラーディオの設計もあり、2001年の展覧会でそれらが公開された。
ヴィニョーラは、古典建築様式の規則を定式化した2編の建築書を出版した。1作目は1562年に出版された『建築の5つのオーダー』(Regole delli cinque ordini d'architettura) で、5種類のオーダー（トスカナ式、ドリス式、イオニア式、コリント式、コンポジット式）についてヴィニョーラ自身がローマの古代建築物を計測して得た成果に基づいて具体的な体系化を行っている。明快で実用的な内容だったため、その後数世紀に渡って最も多く出版された建築史書となった。2作目は死後の1583年に出版された Due regole della prospettiva pratica（実用的遠近法の2つの規則）で、2点透視よりも1点透視を推奨する内容となっている。